# 몬테아르젠타리오
몬테아르젠타리오(이탈리아어: Monte Argentario)는 이탈리아 토스카나주 그로세토도에 있는 코무네이자 반도의 이름이다. 피렌체에서 남쪽 150km, 그로세토에서 남쪽 35km 거리에 있다. 몬테아르젠타리오 반도는 라구나 디 포넨테(Laguna di Ponente)와 라구나 디 레반테(Laguna di Levante) 두 석호가 있는 땅로부터의 3개의 곶이 연결되는 육지와 연결되어 있다. 몬테아르젠타리오에 있는 핵심 두 마을은 북쪽을 바라보는 포르토산타스테파노와 남쪽을 바라보는 포르토에콜레이다.
경관도로인 스트라다 파노라미카(Strada panoramica)는 포르토산토스테파노에서 시작되며, 토스카나 제도와 해안가를 볼 수 있다.

## 역사
이 곶에는 에트루리아인들이 거주했을 거로 추정되며, 포에니 전쟁 기간에 로마 공화국에 빌려준 돈을 되받으면서 아헤노바르부스 가문의 소유가 되었다. 현재의 명칭은 고대 로마에 돈을 빌려준 아르겐타리이(Argentarii)에서 왔다.
후에 황제의 소유가 되었고, 4세기 경에 콘스탄티누스 대제의해 교회가 세워졌다. 중세 시대에 들어서면서 아우렐리아 가도를 지나가는 교통량이 줄어듬에 따라, 이곳에 정착하는 이가 차츰 생겼다. 그후 오르베텔로 시기를 거쳐서, 알도브란데스키 가문, 오르시니 가문, 나폴리의 라디슬라오 국왕, 시에나의 소유였다가 16세기에 스페인이 이곳을 차지하였다. 스페인인들은 이곳에 프레시디 지역의 핵심 요새인 두 개의 항구를 요새화하였다. 1815년 나폴레옹이 패배하고 나서, 토스카나 대공국의 영토로 편입되어 1860년까지 속해있다가 이후 이탈리아 왕국의 영토가 되었다.
카라바조라고 알려진 미켈란젤로 메리시는 1610년 포르토에콜레에서 열병으로 사망하였다.
제2차 세계 대전 기간에 아르젠타리오 지역은 극심한 폭격으로 엄청난 피해를 입었다. 산토스테파노 항구가 파괴되었고, 1950년대에 들어서 겨우 복구되었다. 오르베텔로를 연결하던 기차역은 다시 복구되지 않았다.

## 같이 보기
- CIMA 축제
- 코스타 콩코르디아호 침몰사고